# Remady P&R
Remady P&R er en producer og DJ fra Schweiz.
Senest er de ude med albummet "No Superstar: The Album", hvor debutsinglen sandsynligvis bliver "Do It On My Own" hvor Craig David er med på.